# 芦田町

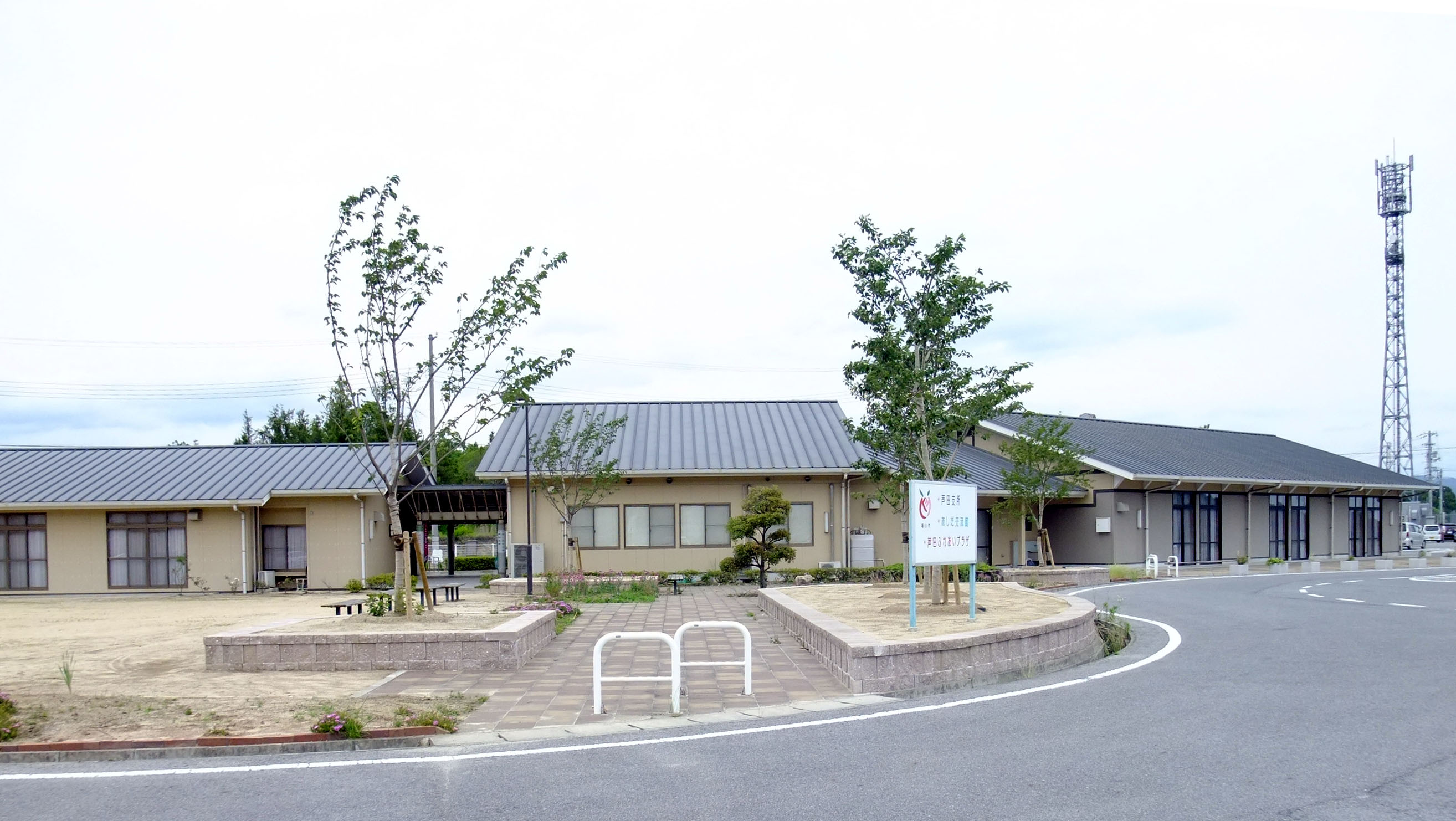
現在の芦田支所

芦田町（あしだちょう）はかつて広島県芦品郡に存在した町である。1974年4月1日に福山市に編入されて消滅した。

## 町名の由来
- 町域の北端部を芦田川が流れていること。
- 町域はすべてがかつて存在した芦田郡に属していたこと。

## 沿革
- 1889年4月1日 - 市町村制施行。芦田町域には当時いずれも芦田郡に属する有磨・福相の2村があった。
- 1898年10月1日 - 芦田・品治両郡が統合して芦品郡が成立したことに伴い有磨・福相両村が芦品郡に属する村になる。
- 1949年9月1日 - 福相村から相方（さがた）地区が分離して芦品郡新市町に編入される。
- 1955年4月1日 - 芦品郡有磨村・福相村が対等合併して芦田町が成立。
- 1974年4月1日 - 福山市へ編入される。

## 地理

### 河川
- 芦田川
- 有地川（芦田川支流）
- 五入道川
- 堀田川

### 山
- 大谷山（標高401.3m）

## 名所・旧跡・観光地
- 富谷動物園 - 現・福山市立動物園

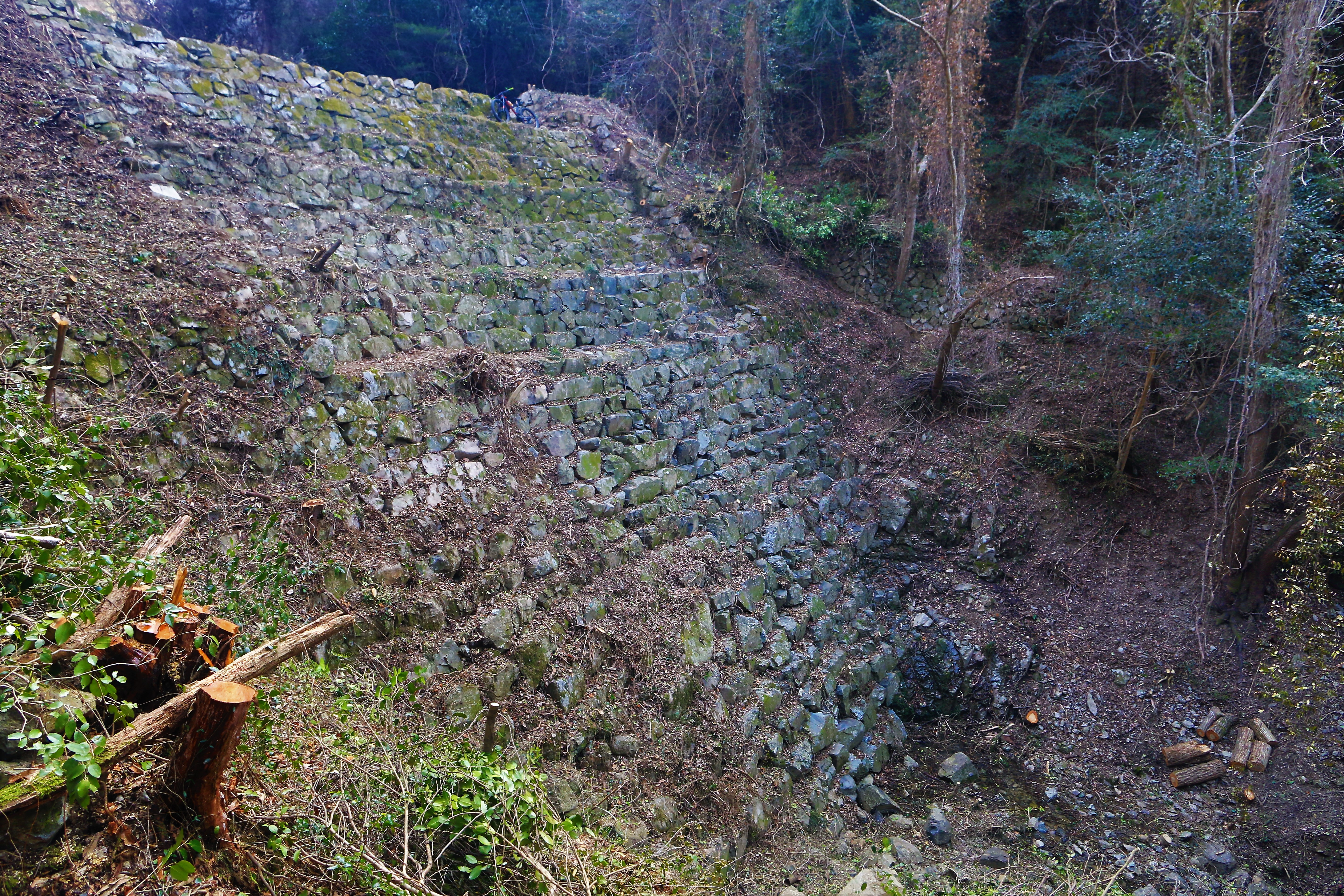
大谷第4砂留

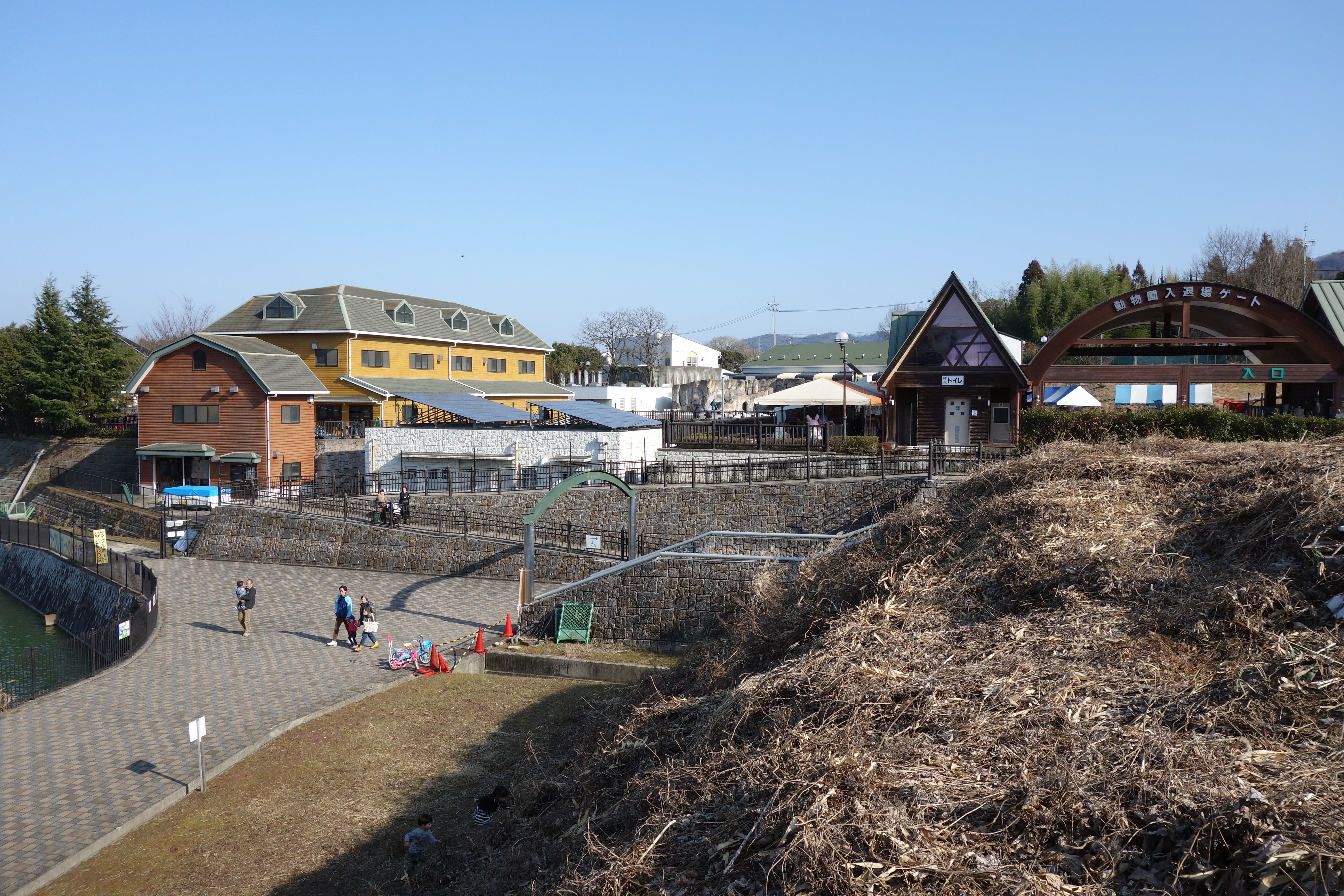
福山市立動物園

- 利鎌山城、湯舟城、宇山城、国竹城、燧ケ城などの古城跡があるが、一部石垣や土塁、本丸跡が現存するのみ。
- 茶臼山遺跡 - 直径30メートルの円墳
- 曾根田白塚古墳 - 全国的に珍しい、奈良時代に近い「終末期」の古墳。山の頂上に築かれており、石室など見学できる。
- 別所砂留
- 大谷砂留

## 産業
- 農業が主力産業。備後絣をルーツとする繊維産業が残っているが、備後絣自体の生産は著しく低下している。

## 大字（2010年4月1日当時のデータ）
- 上有地（かみあるじ）
- 下有地（しもあるじ）
- 柞磨（たるま）
- 福田（ふくだ）
- 向陽台（こうようだい）

## 交通（1974年3月31日当時のデータ）

### 鉄道
- 町内は一切通過していない。鉄道を利用するとすればJR西日本福塩線戸手・上戸手・新市などの駅まで、自動車か徒歩など、電車とは別の交通手段で行かなければならない。

### バス
中国バスによる福山駅と新市駅への定期便があったが、2020年9月30日をもって、廃止路線となった。

### 道路

#### 国道
通過していない。

#### 主要地方道
- 広島県道24号福山庄原線 - 1982年廃止。広島県道24号福山上下線（1982 - 1998年）を経て現在は国道486号（1993年 - ）。

#### 一般県道
- 広島県道157号松永新市線
- 広島県道158号府中松永線 - 現：広島県道48号府中松永線（1976年 - ）
- 広島県道396号柞磨駅家線
- 広島県道397号福田戸手線

## 教育（2010年1月1日現在のデータ）

### 小学校
- 福山市立有磨小学校
- 福山市立福相小学校

### 中学校
- 福山市立芦田中学校

## 著名な出身者

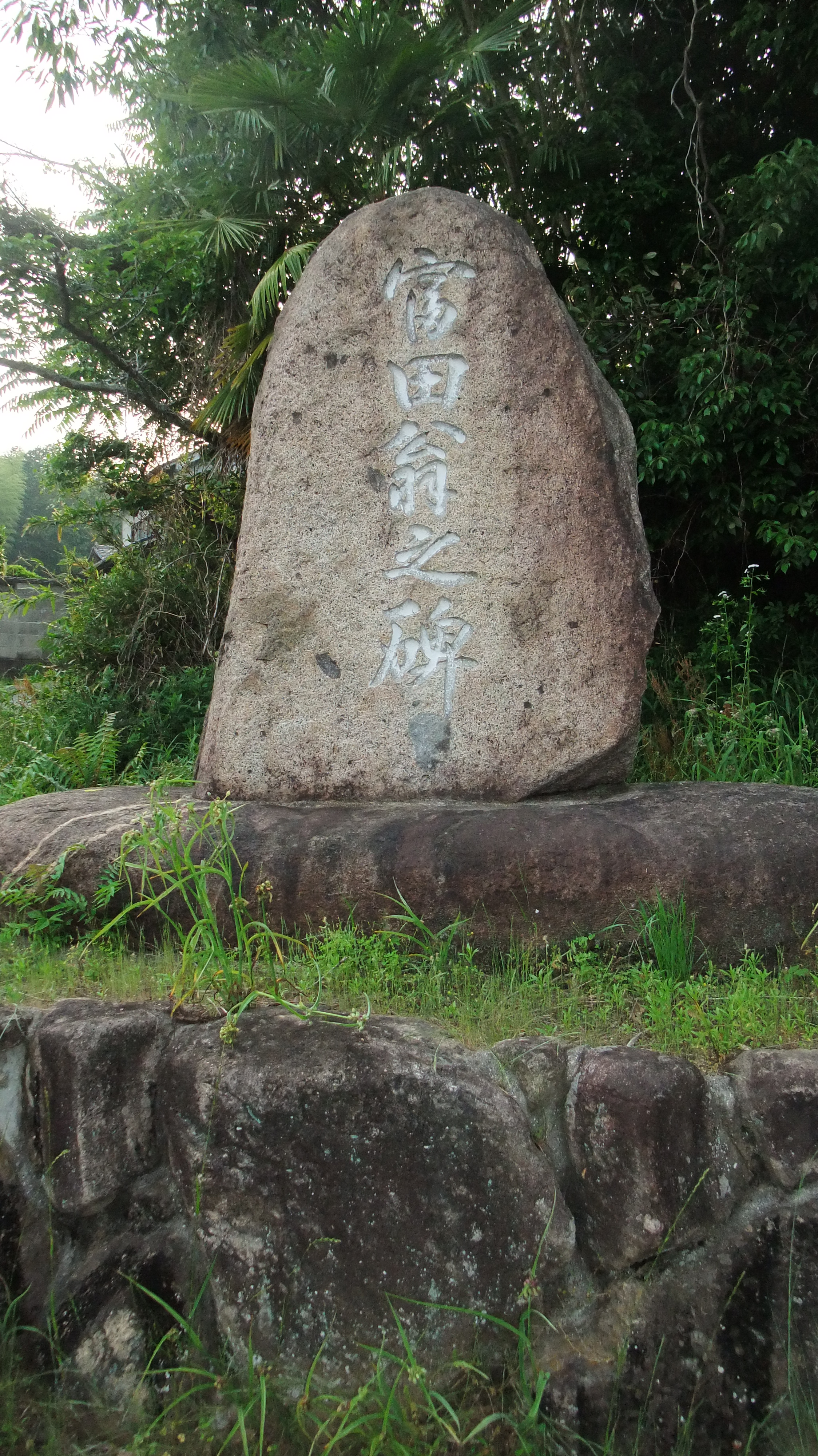
富田久三郎の功績を称える石碑；同町下有地

- 澁谷昇 - 福山通運・ベッセルの創設者。経営者。慈善家。正四位。
- 河村博旨 - 経済学者・函館大学名誉教授。3最期の町長となった河村實の長男。
- 町本絵里 - ミス・ユニバース2004年度日本代表。
- 福田盛雅(福田三郎右衛門尉盛雅) - 戦国時代末期から安土桃山時代の人物。備後福田氏当主。
- 有地石見守清元 - 有地姓の初代。
- 富田久三郎 - 備後絣の考案者。

## 備考
- 福山市は1972年に周辺の7町（芦品郡のうちの芦田・駅家・新市各町、沼隈郡内海・沼隈両町、深安郡加茂・神辺両町）に対して合併の申し入れを行っているが、その7町の中で最初に合併に至ったのがこの芦田町である。当時の芦田町議会では、府中市との合併を主張する意見もあったが、当時の町長であった河村実が将来性を考えて、福山市との合併を選択した。河村実はその後福山市議会議員にもなり、芦品広域農道（現在の広島県道396号柞磨駅家線）の開通に尽力した。
- 1974年3月1日付中国新聞朝刊によると芦田町福田のうちの芦田川左岸部分（上河原地区）を芦品郡新市町に割譲するという記事が掲載されていたが、何らかの事情により行われずじまいになっている。新市町が福山市に編入されたのはそれから29年後のことである。
- 当時の町役場および町議会会場は、芦田中学校近くの有地川傍にあったが、福山市との合併後に芦田支所に格下げされ、その後施設の老朽化のために福山市立動物園近くのキャンプ場跡地を造成し、移転した。
- 有地（ありち）という苗字は、芦田町の上有地・下有地（かみあるじ/しもあるじ）地区の｢有地｣という地名に由来する。品治郡（現在の福山市新市）の亀寿山城を本拠に備後屈指の勢力を誇った国人領主宮元信の弟である宮清元が、芦品郡有地村（福山市芦田町上・下有地）に土着し、有地石見守清元という「有地氏」を称した。これが日本発の有地姓である。有地石見守清元は、大谷城を築き、その後国竹城に移った。3代目である有地民部少輔元盛は、天正初年(1570年代）相方城を築いた。中世後期、現在の芦田町一帯を本拠とした国人領主となったが、1591年頃、その勢力を恐れた毛利氏によって出雲国に移された。そのため現在の芦田町には有地（ありち）姓は必ずしも多くなく、むしろ一番多いのは河村姓となっている[1][2][3][4]。